# Stenodactylus petrii
Stenodactylus petrii (гекон дюнний) — вид геконоподібних ящірок родини геконових (Gekkonidae). Мешкає в Північній Африці і на Близькому Сході.

## Опис
Stenodactylus petrii — гекони середнього розміру, довжина яких (без врахування хвоста) становить 61 мм. Хвіст у них відносно довгий, сягає 3-5 см.

## Поширення і екологія
Дюнні гекони широко поширені на півночі Африки, в північному Сенегалі, Мавританії, Західній Сахарі, південному Марокко, Алжирі, північному Малі, північному і центральному Нігері, південному Тунісі, Лівії, північному Судані і Єгипті, зокрема на півночі Синайського півострова, а також на півдні Ізраїлю і Йорданії. Вони живуть в піщаних пустелях в Сахарі, зокрема на дюнах і ергах, у ваді, трапляються поблизу оаз, на півночі Сахелю зустрічаються в акацієвих саванах. Ведуть нічний, наземний спосіб життя. Живляться безхребетними.